# 津別町

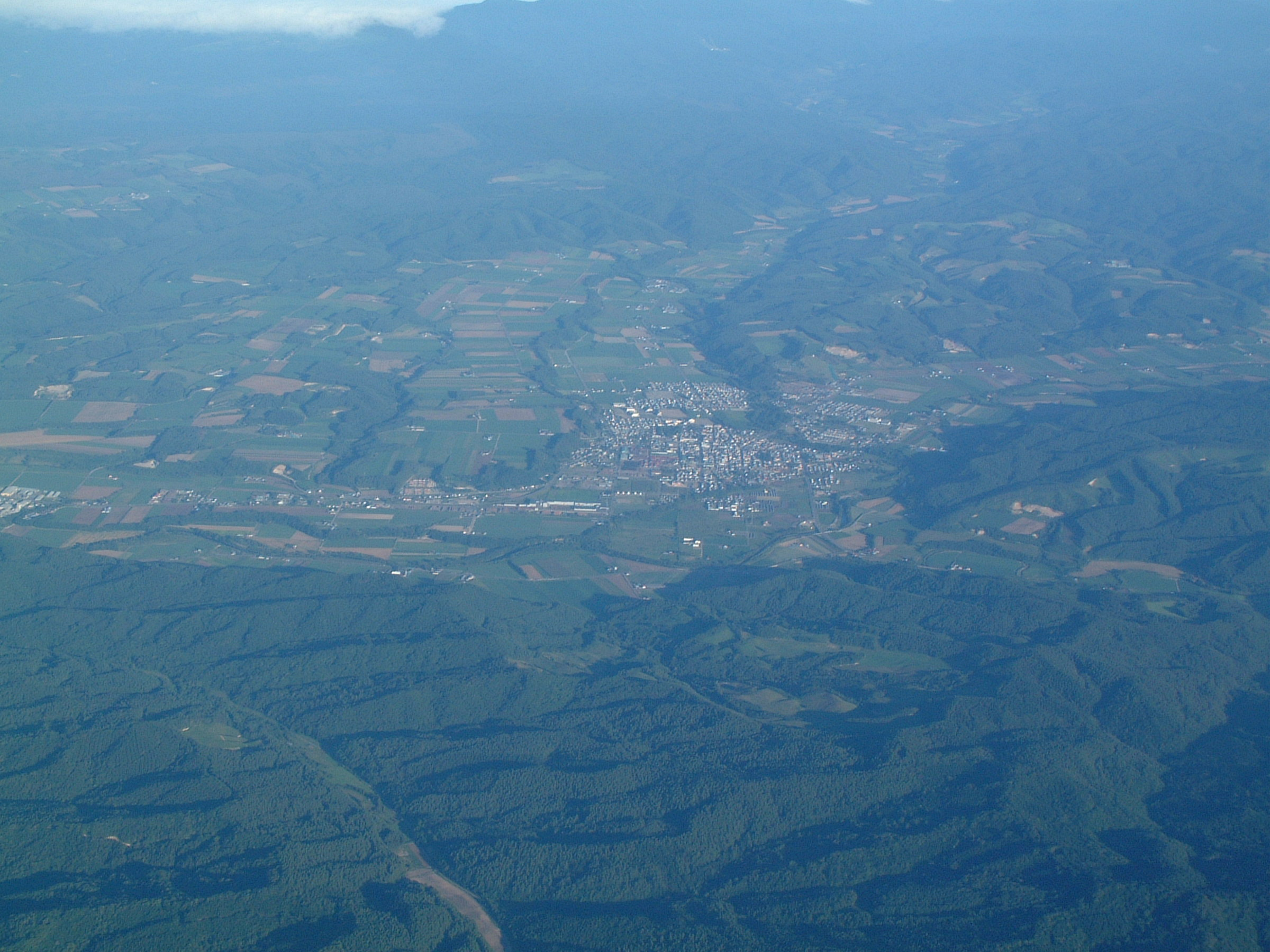
空から見た津別町市街地

津別町（つべつちょう）は、北海道オホーツク総合振興局管内の網走郡にある町。オホーツク地域のうち斜網地域に属する。

## 地理
美幌町南部に隣接。町面積の86%は森林が占める。森林セラピー基地に認定されている。北部は扇状地が広がり、農耕が盛ん。南部は山岳部で森林が広がり、釧路総合振興局管内に通じる津別峠、釧北峠がある。
- 山：木禽岳、イユダニヌプリ山、伊由谷岳、ポンサマッケヌプリ、サマッカリヌプリ、コトニヌプリ、オサッペヌプリ、サマッケヌプリ、歌云内
- 河川：網走川
- 湖沼：チミケップ湖

### 町名の由来
現在の市街付近の地名から。
由来については、一説には現在の市街の北で津別川と網走川が並び合流する様子を表したアイヌ語の「トゥペッ（tu-pet）」（2つの・川）とされているが、1973年（昭和48年）に国鉄北海道総局が発行した『北海道　駅名の起源』など「山の走り根（の下の）川」の意であるとする解釈もされている。

## 気候
ケッペンの気候区分によると、津別町は湿潤大陸性気候に属する。寒暖の差が大きく気温の年較差、日較差が大きい顕著な大陸性気候である。降雪量が多く、特別豪雪地帯に指定されている。冬季は内陸の山間部であるため-25℃前後の気温が観測されることが珍しくない。
| 津別（1991年 - 2020年）の気候      | 津別（1991年 - 2020年）の気候 | 津別（1991年 - 2020年）の気候 | 津別（1991年 - 2020年）の気候 | 津別（1991年 - 2020年）の気候 | 津別（1991年 - 2020年）の気候 | 津別（1991年 - 2020年）の気候 | 津別（1991年 - 2020年）の気候 | 津別（1991年 - 2020年）の気候 | 津別（1991年 - 2020年）の気候 | 津別（1991年 - 2020年）の気候 | 津別（1991年 - 2020年）の気候 | 津別（1991年 - 2020年）の気候 | 津別（1991年 - 2020年）の気候 |
| 月                                 | 1月                           | 2月                           | 3月                           | 4月                           | 5月                           | 6月                           | 7月                           | 8月                           | 9月                           | 10月                          | 11月                          | 12月                          | 年                            |
| ---------------------------------- | ----------------------------- | ----------------------------- | ----------------------------- | ----------------------------- | ----------------------------- | ----------------------------- | ----------------------------- | ----------------------------- | ----------------------------- | ----------------------------- | ----------------------------- | ----------------------------- | ----------------------------- |
| 最高気温記録 °C （°F）             | 9.5 (49.1)                    | 15.4 (59.7)                   | 18.1 (64.6)                   | 31.1 (88)                     | 38.0 (100.4)                  | 36.7 (98.1)                   | 38.4 (101.1)                  | 37.7 (99.9)                   | 32.7 (90.9)                   | 29.6 (85.3)                   | 20.9 (69.6)                   | 15.3 (59.5)                   | 38.4 (101.1)                  |
| 平均最高気温 °C （°F）             | −2.3 (27.9)                   | −1.5 (29.3)                   | 3.2 (37.8)                    | 10.8 (51.4)                   | 17.5 (63.5)                   | 21.2 (70.2)                   | 24.6 (76.3)                   | 25.4 (77.7)                   | 21.7 (71.1)                   | 15.6 (60.1)                   | 7.8 (46)                      | 0.5 (32.9)                    | 12.0 (53.6)                   |
| 日平均気温 °C （°F）               | −8.5 (16.7)                   | −7.9 (17.8)                   | −2.3 (27.9)                   | 4.7 (40.5)                    | 10.8 (51.4)                   | 15.0 (59)                     | 18.8 (65.8)                   | 19.8 (67.6)                   | 15.7 (60.3)                   | 9.1 (48.4)                    | 2.2 (36)                      | −5.4 (22.3)                   | 6.0 (42.8)                    |
| 平均最低気温 °C （°F）             | −15.3 (4.5)                   | −15.3 (4.5)                   | −8.6 (16.5)                   | −1.2 (29.8)                   | 4.6 (40.3)                    | 9.5 (49.1)                    | 14.0 (57.2)                   | 15.2 (59.4)                   | 10.4 (50.7)                   | 3.2 (37.8)                    | −3.1 (26.4)                   | −11.5 (11.3)                  | 0.1 (32.2)                    |
| 最低気温記録 °C （°F）             | −28.0 (−18.4)                 | −28.7 (−19.7)                 | −21.6 (−6.9)                  | −14.4 (6.1)                   | −4.1 (24.6)                   | −0.7 (30.7)                   | 4.1 (39.4)                    | 5.9 (42.6)                    | 0.6 (33.1)                    | −5.8 (21.6)                   | −17.0 (1.4)                   | −24.0 (−11.2)                 | −28.7 (−19.7)                 |
| 降水量 mm （inch）                 | 41.6 (1.638)                  | 28.5 (1.122)                  | 33.4 (1.315)                  | 48.0 (1.89)                   | 56.3 (2.217)                  | 65.7 (2.587)                  | 90.7 (3.571)                  | 126.7 (4.988)                 | 122.2 (4.811)                 | 79.4 (3.126)                  | 45.2 (1.78)                   | 49.5 (1.949)                  | 787.1 (30.988)                |
| 降雪量 cm （inch）                 | 126 (49.6)                    | 108 (42.5)                    | 99 (39)                       | 22 (8.7)                      | 2 (0.8)                       | 0 (0)                         | 0 (0)                         | 0 (0)                         | 0 (0)                         | 0 (0)                         | 15 (5.9)                      | 107 (42.1)                    | 480 (189)                     |
| 平均降水日数 （≥1.0 mm）           | 9.6                           | 7.4                           | 9.3                           | 9.3                           | 9.8                           | 10.2                          | 11.4                          | 12.2                          | 11.4                          | 9.2                           | 8.0                           | 9.4                           | 117.2                         |
| 平均月間日照時間                   | 124.2                         | 134.5                         | 164.2                         | 164.5                         | 173.6                         | 160.6                         | 157.5                         | 152.1                         | 150.8                         | 160.7                         | 137.1                         | 130.9                         | 1,810.9                       |
| 出典1：Japan Meteorological Agency |                               |                               |                               |                               |                               |                               |                               |                               |                               |                               |                               |                               |                               |
| 出典2：気象庁                      |                               |                               |                               |                               |                               |                               |                               |                               |                               |                               |                               |                               |                               |

## 歴史

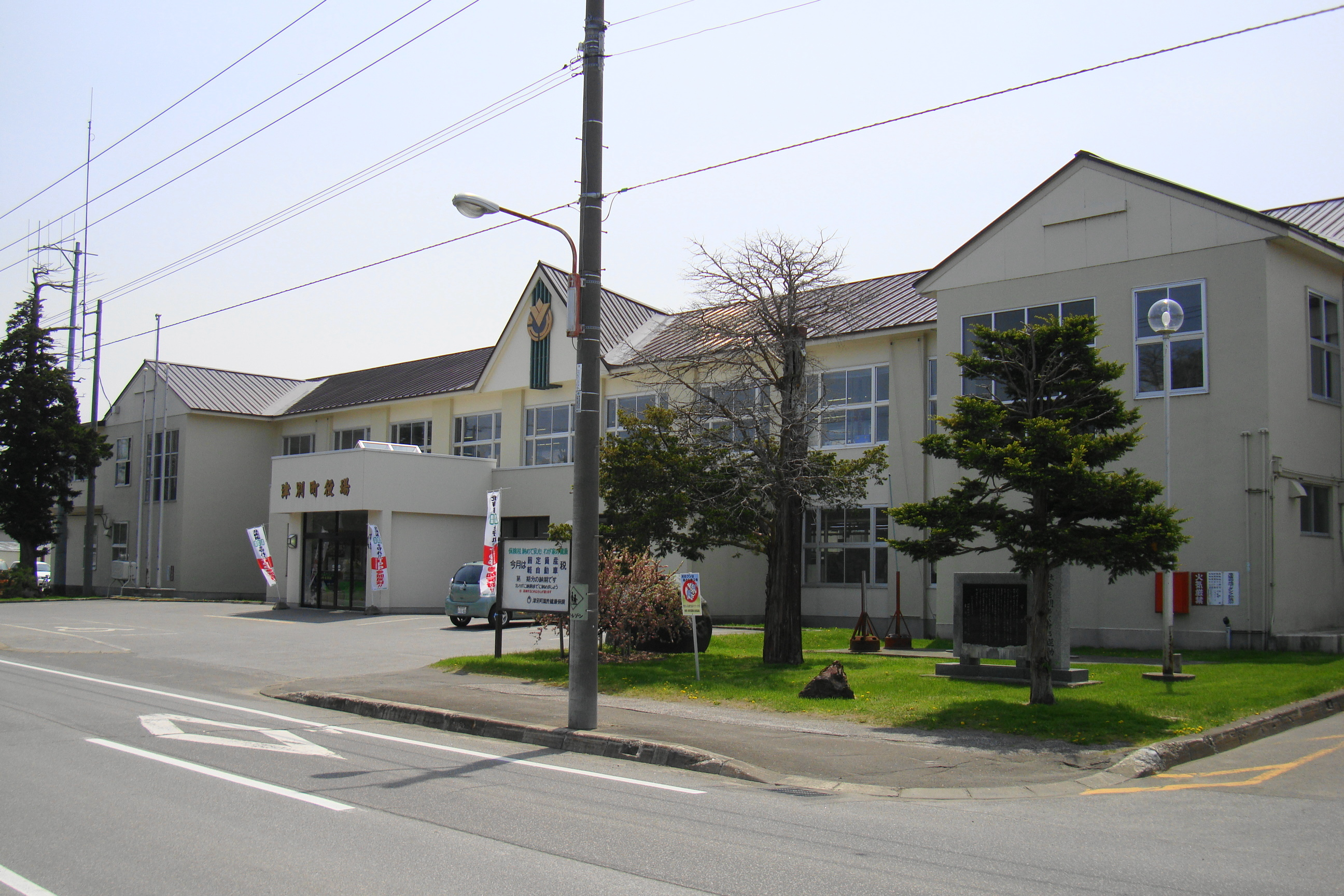
旧津別町役場（2011年）

- 縄文時代より栄える。装飾や石器が発掘される。
- 江戸時代、松前藩とアイヌ は交易をする。
- 1919年(大正8年)4月1日 - 美幌村（現美幌町）から達媚（たっこぶ）村、活汲（かっくみ）村、飜木禽（ぽんききん）村の3大字が分村、津別村（二級町村）となる。
- 1921年（大正10年）4月1日 - 美幌村（現美幌町）の一部を編入。
- 1937年（昭和12年） - 3大字を廃止、各町名、字名への再編が行われる。
  - 達媚村 → 東2～4条、西2～4条、1条通、大通、本町、幸町、旭町、新町、緑町、柏町、最上、美都、上里、達美、高台、豊永、共和、栄、恩根、沼沢、双葉
  - 活汲村 → 活汲、岩富、東岡、達美、高台、豊永、柏町
  - 飜木禽村 → 共和、恩根、沼沢、双葉、本岐、木樋、二又、大昭、布川、相生、栄
- 1943年（昭和18年）4月1日 - 津別村が一級町村制施行。
- 1946年（昭和21年）9月10日 - 町に昇格、津別町となる。
- 1947年（昭和22年） - 津別事件
- 1953年（昭和28年）5月21日 - 北見営林署の作業員宿舎ががけ崩れにより倒壊。死者16人[5]。
- 1996年（平成8年） - 津別民放テレビ中継局開局（テレビ北海道（TVh）は2014年（平成26年）開局）。
- 2021年（令和3年）5月6日 - 津別町役場新庁舎供用開始[6]。

## 現状
津別町は高齢化が進んでおり、人口も減少傾向が続く。
平成の大合併では、津別町・美幌町・女満別町（現・大空町）・東藻琴村（現・大空町）の4町村で合併する形を美幌町が中心となって目指し、津別町民からの署名も多かった。ところが、この枠組みで法定協議会設置を可決したのは美幌町だけで、そのほかは全て反対している。
津別町・女満別町・東藻琴村が共通していたのは4町村の枠組みに網走市を含めての協議を求めることであった。この枠組みに美幌町が猛反対し枠を組めなかった。これを受けて美幌町との協議をあきらめ、敢えて北見市との協議に参加した。津別町は北見市とのつながりはあるものの住民からの反対により協議から離脱した。

## 経済

### 産業
林業が発達。木材加工業の丸玉木材株式会社本社、津別工場が有る。

### 立地企業
- サンマルコ食品株式会社 津別工場（旧・日本冷食株式会社）
- ロマンス製菓株式会社
- 株式会社山上木工（東京2020オリンピック・パラリンピックメダルケースを製作）

### 農協
- 津別町農業協同組合（JAつべつ）

### 金融機関
- 網走信用金庫津別支店
- 北見信用金庫津別支店

### 郵便局
- 津別郵便局（集配局）
- 本岐郵便局
- 北見相生郵便局
- 活汲簡易郵便局
- 津別豊永簡易郵便局
- 上里簡易郵便局

### 宅配便
- ヤマト運輸：道東主管支店美幌センター（美幌町）
- 佐川急便：北見営業所（北見市）

### 地域ブランド
牛肉
- つべつ和牛 - つべつ和牛銘柄推進協議会が生産する黒毛和牛。
- 流氷牛（） - 流氷ファームグループで生産されるブランド黒毛和牛。独自の指定配合飼料で育てられる。

## 公共施設
- 津別町中央公民館
- 津別町農業者トレーニングセンター
- 津別町町民会館
- 津別町児童館
- 津別町温水プール『すいむ』
- つべつ木材工芸館『キノス』
- 津別町多目的活動センター『さんさん館』
- 津別町民の森自然公園ネイチャーセンター『ノンノの森ネイチャーセンター』

### 警察
- 美幌警察署津別交番

### 消防
- 美幌・津別広域事務組合消防本部 津別消防署

## 姉妹都市・提携都市

### 国内
- 友好都市
  - 山梨県南アルプス市 （旧櫛形町）

### 海外
- 友好都市
  -  二水郷（台湾彰化県）

## 地域

### 人口
| |                                        |  |
| 津別町と全国の年齢別人口分布（2005年） | 津別町の年齢・男女別人口分布（2005年） |  |
| ■紫色 ― 津別町 ■緑色 ― 日本全国 | ■青色 ― 男性 ■赤色 ― 女性              |  |
| 津別町（に相当する地域）の人口の推移 \| 1970年（昭和45年） \| 13,016人 \| \| \| 1975年（昭和50年） \| 10,890人 \| \| \| 1980年（昭和55年） \| 9,685人 \| \| \| 1985年（昭和60年） \| 8,972人 \| \| \| 1990年（平成2年） \| 8,061人 \| \| \| 1995年（平成7年） \| 7,380人 \| \| \| 2000年（平成12年） \| 6,789人 \| \| \| 2005年（平成17年） \| 6,222人 \| \| \| 2010年（平成22年） \| 5,646人 \| \| \| 2015年（平成27年） \| 5,008人 \| \| \| 2020年（令和2年） \| 4,373人 \| \| |                                        |  |
| 総務省統計局 国勢調査より |                                        |  |
| 1970年（昭和45年） | 13,016人                               |  |
| 1975年（昭和50年） | 10,890人                               |  |
| 1980年（昭和55年） | 9,685人                                |  |
| 1985年（昭和60年） | 8,972人                                |  |
| 1990年（平成2年） | 8,061人                                |  |
| 1995年（平成7年） | 7,380人                                |  |
| 2000年（平成12年） | 6,789人                                |  |
| 2005年（平成17年） | 6,222人                                |  |
| 2010年（平成22年） | 5,646人                                |  |
| 2015年（平成27年） | 5,008人                                |  |
| 2020年（令和2年） | 4,373人                                |  |

### 消滅集落
2015年国勢調査によれば、以下の集落は調査時点で人口0人の消滅集落となっている。
- 津別町 - 字栄

### 教育
- 高等学校
  - 北海道津別高等学校
- 中学校
  - 津別中学校
- 小学校
  - 津別小学校
- 閉校した学校
  - 中学校
    - 本岐中学校（2001年3月）
    - 活汲中学校（2014年3月）

  - 小学校
    - 恩根小学校（2006年3月）
    - 上里小学校（2007年3月）
    - 相生小学校（2010年3月）
    - 活汲小学校（2015年3月）
    - 本岐小学校（2015年3月）

## 交通

### 空港
- 女満別空港 （大空町）

### 鉄道
町内に鉄道路線はない。最寄り駅は北海道旅客鉄道（JR北海道）石北本線の美幌駅となる。
かつては国鉄相生線が通っていたが、1985年（昭和60年）4月1日に廃止されている。町内には活汲駅、達美仮乗降場、津別駅、高校前仮乗降場、恩根駅、本岐駅、大昭仮乗降場、開拓仮乗降場、布川駅、北見相生駅が設置されていた。このほか木材輸送を主体とした津別森林鉄道が通っていたが1963年（昭和38年）5月に廃止されている。

### バス
役場併設の町営バスターミナルを中心に運行。
- 北海道北見バス：北見市方面、美幌町方面
- 津別まちバス（旧・津別町営バス）：相生方面など町内
- サンライズ号（北海道北見バス、道北バス、阿寒バス） - 北見市・上川町・愛別町・当麻町・旭川市方面、釧路市方面（旧・特急釧北号、サンライズ旭川釧路号）

阿寒バスの一般路線バス（美幌町・女満別空港・網走市方面）は2008年度をもって廃止されている。

### 道路
- 高速道路
  - なし。
- バイパス
  - なし。
- 一般国道
  - 国道240号
- 都道府県道
  - 北海道道27号北見津別線
  - 北海道道51号津別陸別線
  - 北海道道494号訓子府津別線
  - 北海道道588号屈斜路津別線
  - 北海道道682号二又北見線
  - 北海道道768号相生津別停車場線
- 道の駅

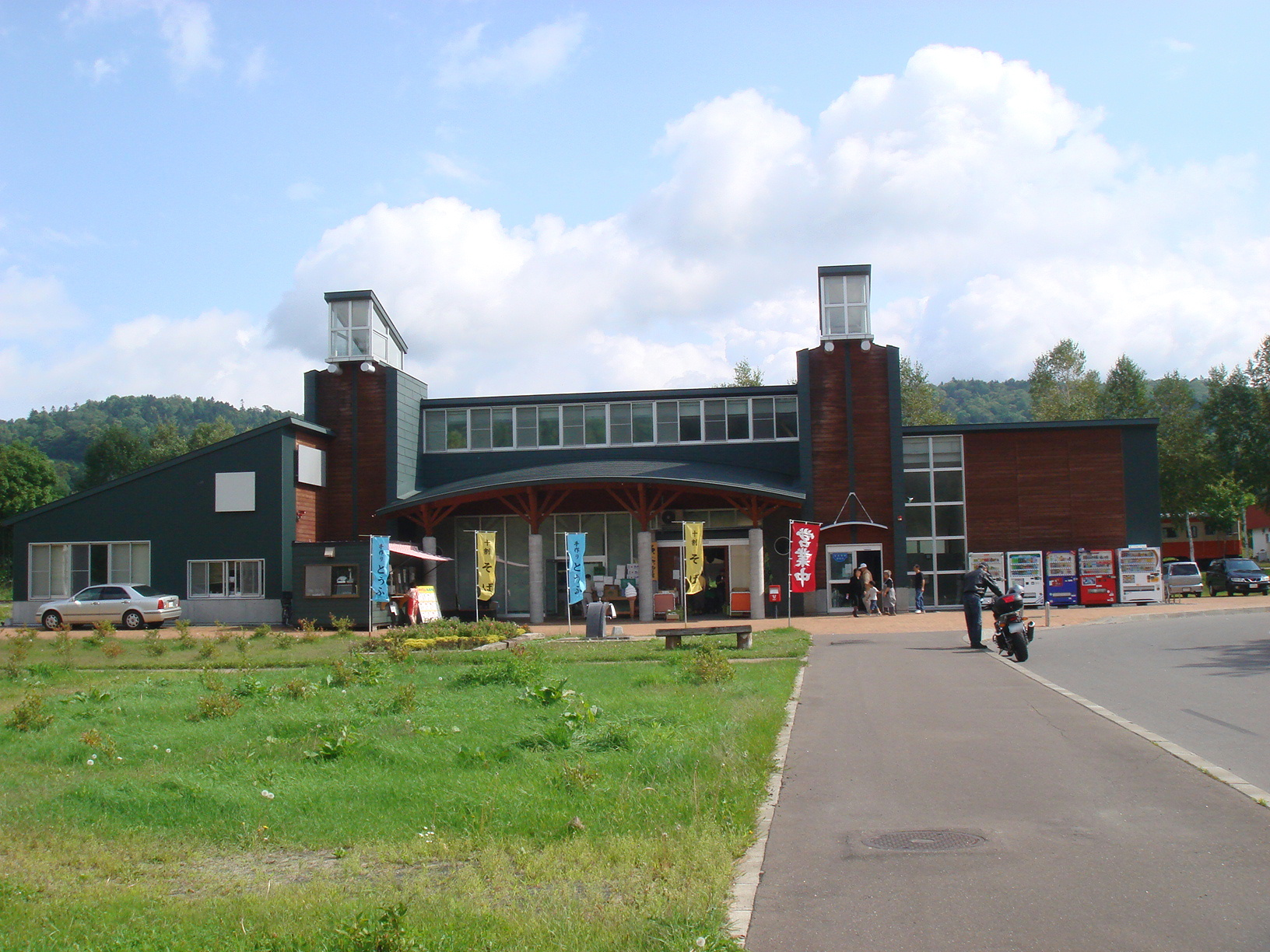
道の駅あいおい

  - あいおい（旧相生線の北見相生駅跡に開設）

## 名所・旧跡・観光スポット・祭事・催事

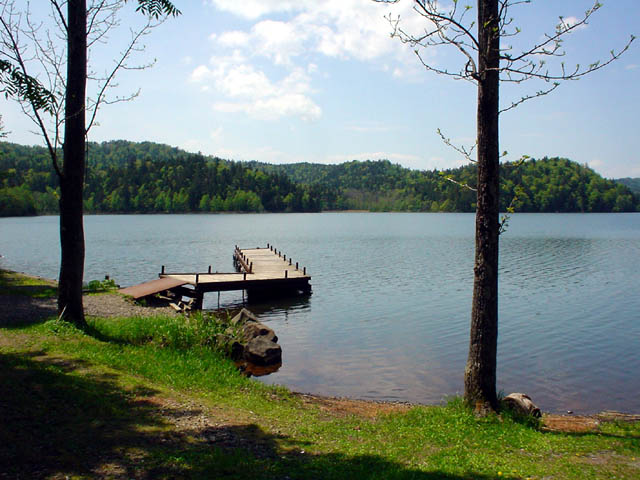
チミケップ湖

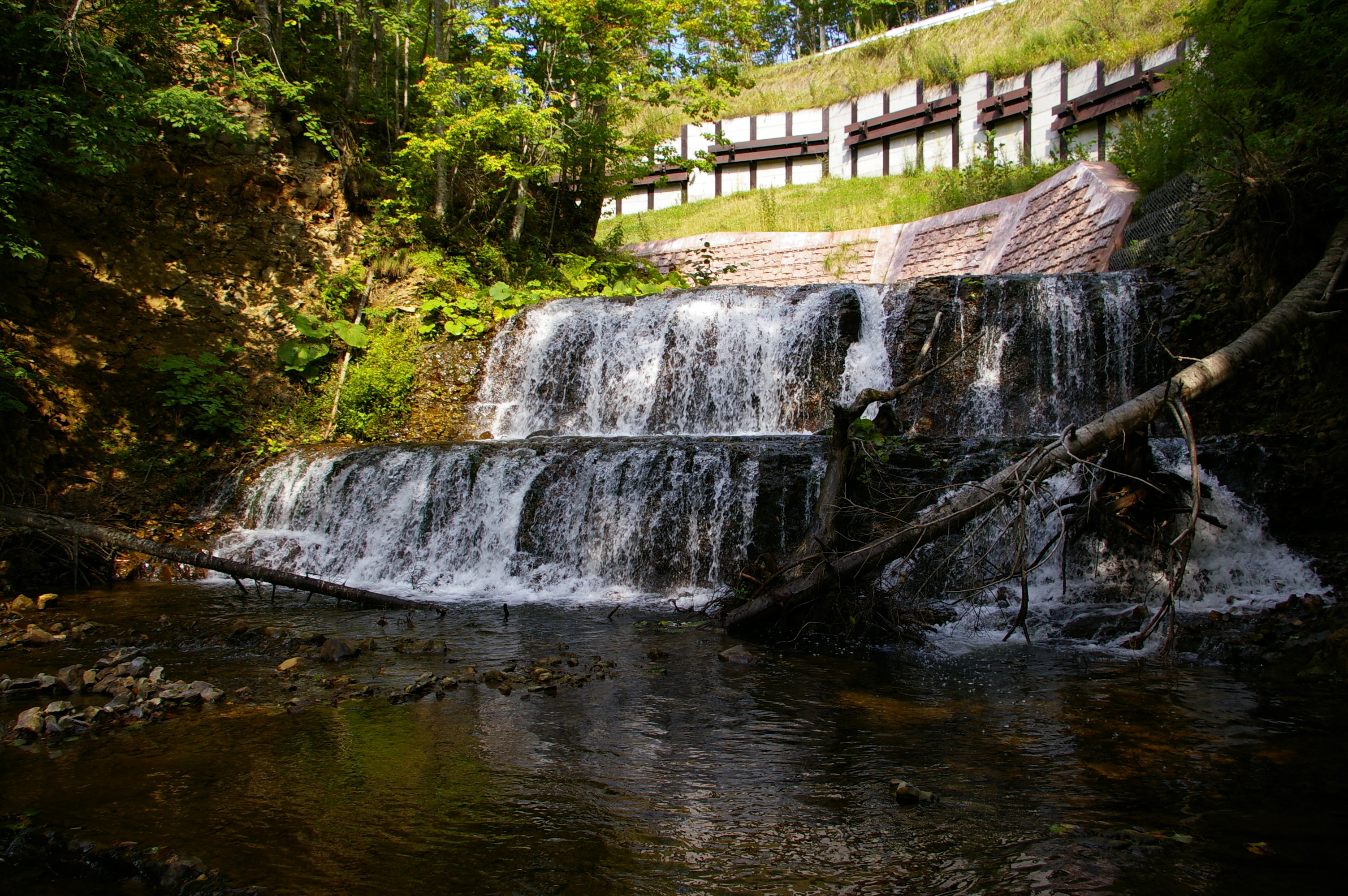
鹿鳴の滝

### 文化財
- 順誓寺本堂（国の登録有形文化財）

### レジャー
1991年に津別スキー場が開設。道内で最も早いシーズンにオープンするスキー場であり、良質のパウダースノーで人気があった。最盛期の1995年-1996年シーズンには7万5千人の利用客がいたが、北海道内のスキー場としては珍しくつづら折りが続く山道の先に所在するなど交通アクセスに難があり、さらにスキー人口の減少によって利用客も低迷し、2006年‐2007年シーズンをもって閉鎖された。現在、コース跡地は原状回復のために植林されている。

### 観光
- チミケップ湖
- シゲチャンランド
- 津別峠 （標高750m、弟子屈町と接し、屈斜路湖を望む。11月頃から5月下旬までは冬期通行止め）
  - 津別峠展望台（標高947m）

### 祭り
- 津別夏まつり （7月第1土、日曜日開催、川岸公園まつりとも言われる、主なイベントは「津別千人おどり」「川のぼり大会」等）

## マスコミ
- 津別新報
- 道東テレビ

## 出身有名人
- 大西重成 イラストレーター
- 石橋佳奈
- 山本裕美子 民謡歌手

## 小惑星
- 小惑星(4845) Tsubetsuは津別町に因んで命名された。